# La Paz (Coahuila)
La Paz es una localidad del suroeste del estado mexicano de Coahuila de Zaragoza, forma parte del municipio de Torreón.
La Paz constituye la principal población del extenso pero escasamente poblado sector este del municipio de Torreón, que se encuentra aislado geográficamente de la cabecera municipal, se encuentra seco la mayor parte del tiempo debido al clima y el agua que le llega se utiliza para la irrigación de campos agrícolas, la propia La Paz es un ejido que aprovecha esta situación.
La principal vía de comunicación de La Paz es de la Carretera Torreón-La Partida (Carretera Coahuila 70).